# Nymphula
Nymphula is een geslacht van vlinders uit de familie van de grasmotten (Crambidae). De wetenschappelijke naam en de beschrijving van dit geslacht zijn voor het eerst gepubliceerd in 1802 door Franz Paula von Schrank.

## Soorten
- Nymphula bistrigalis Bremer & Grey, 1853
- Nymphula coenosalis (Snellen, 1895)
- Nymphula corculina (Butler, 1879)
- Nymphula definitalis Strand, 1919
- Nymphula distinctalis (Ragonot, 1894)
- Nymphula expatrialis Hampson, 1906
- Nymphula fuscomarginalis Bremer & Grey, 1853
- Nymphula grisealis Hampson, 1912
- Nymphula lipocosmalis (Snellen, 1901)
- Nymphula meropalis (Walker, 1859)
- Nymphula nitidulata Hufnagel, 1767 (Egelskopmot)
- Nymphula quadripunctalis Bremer & Grey, 1853
- Nymphula responsalis (Walker, 1865)
- Nymphula terranea Rothschild, 1915
- Nymphula votalis (Walker, 1859)